# 社会保険診療報酬支払基金法
社会保険診療報酬支払基金法（しゃかいほけんしんりょうほうしゅうしはらいききんほう、昭和23年7月10日法律第129号）は、日本の公的医療保険における診療報酬の支払い手続き等に関する法律である。
1948年7月10日に公布された。
診療報酬の支払い手続きを審査する機関として、社会保険診療報酬支払基金を置き、同基金の組織や審査手続き等について定める。

## 構成
- 第一章 総則（第1条 - 第7条）
- 第二章 役員及び職員（第8条 - 第14条）
- 第三章 業務（第15条 - 第22条）
- 第四章 財務及び会計（第23条 - 第27条）
- 第五章 監督（第28条 - 第29条）
- 第六章 雑則（第30条 - 第31条）
- 第七章 監督（第32条 - 第34条）
- 附則